# Kauko Wahlsten
Kauko Wahlsten, né le 9 décembre 1923 à Kotka et mort le 9 mai 2001 dans la même ville, est un rameur finlandais.

## Biographie

### Palmarès

#### Aviron aux Jeux olympiques
- 1952 à Helsinki,  Finlande
  -  Médaille de bronze en quatre sans barreur[1]